# Mertensophryne schmidti
Mertensophryne schmidti és una espècie d'amfibi que viu a la República Democràtica del Congo.